# Ferrari SF-23
La Ferrari SF-23 (codice interno 675) è la sessantanovesima monoposto di Formula 1 prodotta dalla Ferrari, realizzata per partecipare al campionato mondiale di Formula 1 2023. La vettura è stata presentata il 14 febbraio in diretta dal circuito di Fiorano.

## Livrea

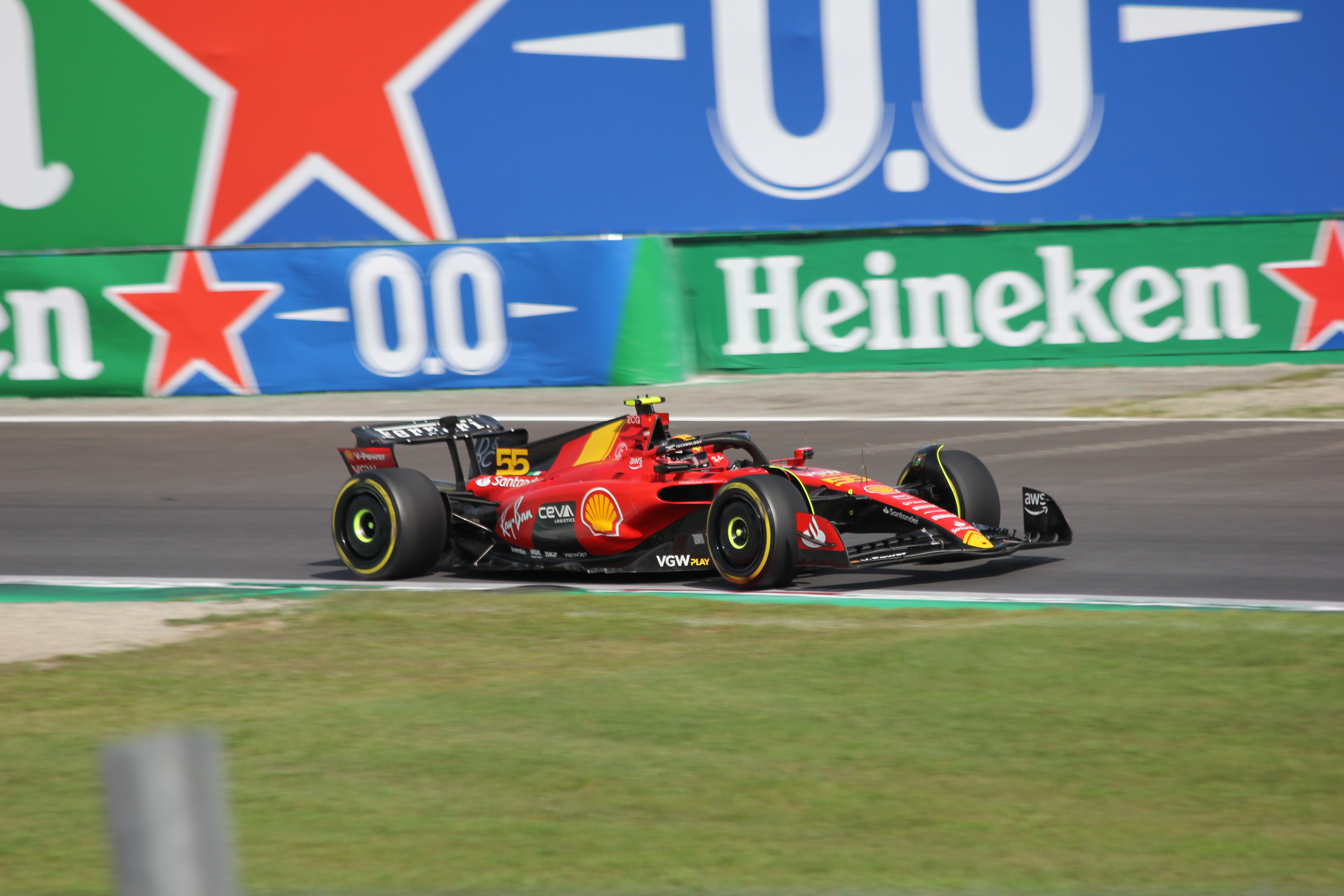
Sainz Jr. alla guida della sua SF-23 in livrea speciale, ispirata a quella della Ferrari 499P, in occasione del Gran Premio d'Italia 2023.

La livrea della SF-23 è a prevalenza rossa, pur presentando alcuni marcati inserti neri dovuti a sezioni di carbonio lasciate a vista sui lati del muso, nella parte centrale delle pance, sulla pinna e su parte del cofano motore — all'interno del quale sono posti i numeri di gara, affiancati da un richiamo alla bandiera italiana — oltreché all'halo colorato di nero. Le ali non sono più totalmente prive di vernice come sulla precedente F1-75 del 2022, ma sono colorate di rosso sull'esterno delle paratie; in particolare, l'alettone posteriore reca sul flap del DRS il logo con la "F lunga" già adottato dal Cavallino sulla livrea celebrativa vista al Gran Premio d'Italia 2022, ma qui in bianco. La medesima tinta è usata anche per i numeri di gara.
La tonalità del rosso, realizzata da Ferrari Design e denominata Rosso Le Mans, è inedita ed è la stessa applicata sulla coeva Ferrari 499P; tuttavia mentre sulla hypercar è lucida, sulla monoposto da Formula 1 rimane opaca.
In occasione delle gare casalinghe dei piloti Leclerc e Sainz i numeri di gara della livrea originaria sono stati sostituiti con una versione rivisitata nel caso del monegasco e con il logo del madrileno nel caso dello spagnolo. Inoltre il tricolore italiano presente sulla pinna è stato sostituito rispettivamente con i bicolori di Monaco e della Spagna.
Per il Gran Premio d'Italia la SF-23 corre con una livrea rivisitata per omaggiare la 499P, vincitrice dell'edizione 2023 della 24 Ore di Le Mans. Sul cofano motore e sulla punta del muso compaiono infatti gli stessi elementi gialli a "V" che ornano il prototipo. Di giallo sono anche riportati i numeri di gara.
Per il Gran Premio di Las Vegas, per celebrare il ritorno della città del Nevada nel calendario della Formula 1, la Ferrari corre con una livrea speciale ispirata a quelle delle vetture del Cavallino che hanno corso negli anni 1970, la prima epoca d'oro della Formula 1 negli Stati Uniti. Difatti sulla carrozzeria compare il bianco, usato a lungo in passato, che va a rimpiazzare gran parte delle porzioni che originariamente erano nere, come l'ala posteriore, alcune aree dell'ala anteriore, la pinna e le pance. Lungo le fiancate compare, inoltre, una doppia linea bianca ispirata alla Ferrari 312 T e interrotta in corrispondenza dell'abitatolo dai nomi dei piloti scritti in corsivo. Infine i numeri di gara sono collocati in un cerchio bianco.

## Caratteristiche
Rispetto alla F1-75, la SF-23 ha un nuovo muso, che non si appoggia più sul profilo principale dell'ala anteriore, ma è più corto e si appoggia sul secondo profilo. Di nuovo disegno sono anche le sospensioni anteriori, sempre di tipo push rod, ma dove il tirante dello sterzo è stato riposizionato più in basso per benefici aerodinamici. La filosofia delle pance rimane la stessa, e le prese d'aria dei radiatori, seppur leggermente più strette, mantengono lo stesso disegno, ma lo scavo sotto di esse è più pronunciato e porta i flussi verso lo scavo ricavato tra le pance ed il fondo che è più pronunciato rispetto alla F1-75. Nella parte superiore delle pance invece rimane il caratteristico scavo presente anche sulla F1-75, ma sulla SF-23 le feritoie per la fuoriuscita dell'aria sono divise in due parti: le prime subito dietro le prese d'aria dei radiatori e le seconde sul cofano motore. Anche il cofano motore è stato ridisegnato, più stretto rispetto a quello della F1-75. Aderendo alle modifiche regolamentari per l'anno 2023, la SF-23 ha il fondo rialzato di 15 mm nella parte centrale e di 25 mm sul bordo laterale e degli specchietti più grandi.
In occasione del Gran Premio d'Austria, il team di Maranello ha usufruito del filming day riservato alle riprese commerciali sul tracciato casalingo di Fiorano per testare nuove soluzioni aero-meccaniche. Gli alfieri della scuderia italiana si sono divisi i 100 km a disposizione per collaudare nuove appendici utili per migliorare la gestione dei fluidi al retrotreno. Le aree interessate sono state l’ala anteriore e il bordo esterno del fondo. Sull’ala anteriore gli ultimi due flap sono stati ridisegnati: i due profili seguono un andamento più ascendente verso l'endplate e ciò comporterà un mutamento del gradiente di pressione con l'intenzione di aumentare l'effetto outwash, ovverosia portando più flusso all’esterno della ruota anteriore al fine di evitare turbolenze nocive sulla successiva zona di bassa pressione. Inoltre, l'endplate si presenta più smussato e tondeggiante rispetto a prima e gli ancoraggi dello stesso hanno cambiato posizione spostandosi più verso l'esterno e adottando una linea leggermente diversa per estremizzare l'outwash. Nella parte interna della paratia laterale è anche comparso un piccolo flap orizzontale in stile Red Bull RB19. Anche il vanity panel è stato arretrato: prima coincideva col secondo profilo alare, mentre adesso vi è una piccola porzione del profilo stesso che sporge rispetto alla punta del naso. Il suddetto aggiornamento mira a ridurre il drag in rettilineo. Sul bordo esterno del fondo continua lo sviluppo ideale iniziato nel Gran Premio di Spagna sul circuito del Montmeló. La paratia verticale esterna presenta nuovamente un unico scalino invece che doppio come già si era optato in Spagna e in Canada. Le fences che dividono le bocche dei canali Venturi sono state allungate e, adesso, sporgono dal fondo. Il disegno delle stesse fences ricorda quello della RB19, a evidenziare il fatto che la scuderia italiana ha cercato di emulare i comportamenti dei flussi del fondo del team che ha dominato il campionato 2023.

## Carriera agonistica

### Test
I test si sono conclusi con una SF-23 che soffre di leggero sottosterzo in entrata e percorrenza di curva, sovrasterzo in uscita ed eccessivo degrado delle gomme. Tuttavia, rispetto alla vettura precedente, la nuova vettura si è dimostrata molto veloce nel dritto e con alte velocità di punta grazie anche ad un motore che ha stupito per la prestazione, anche se probabilmente non è stato spinto alla massima potenza.

### Stagione

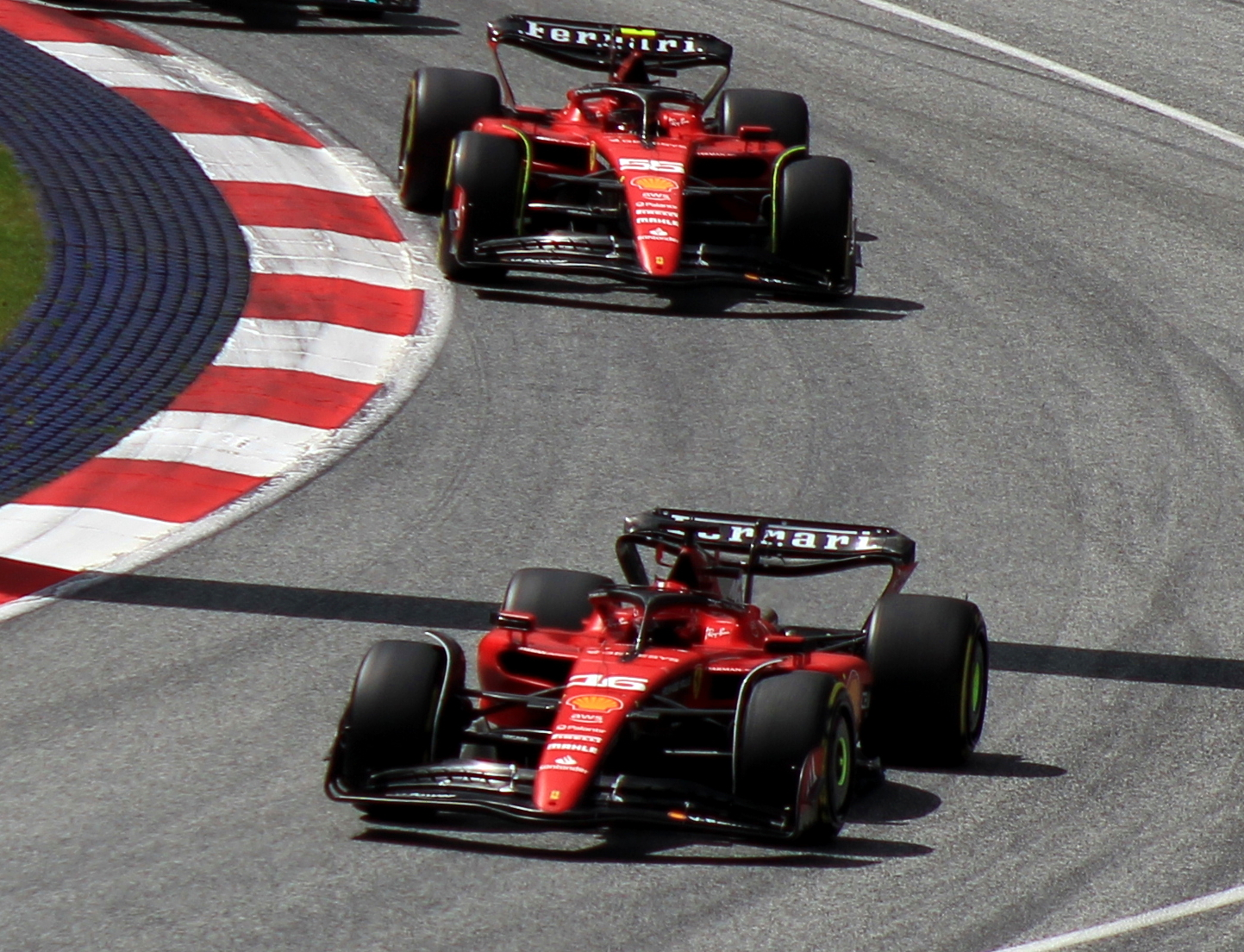
Le due SF-23 in una fase del Gran Premio d'Austria 2023, con Leclerc a precedere Sainz Jr.

All'inizio della stagione, la vettura mostra un netto calo di competitività rispetto al 2022, con prestazioni deludenti a causa dell’eccessivo consumo delle gomme e di congeniti problemi all'aerodinamica della vettura. Nel primo Gran Premio stagionale del Bahrain, Leclerc si ferma per un blackout al motore dovuto alla centralina elettronica, mentre Carlos Sainz Jr giunge quarto, dopo aver sofferto di un eccessivo degrado delle mescole. Nel Gran Premio d'Arabia Saudita, Leclerc sconta una penalità di 10 posizioni per aver cambiato la terza centralina, finendo settimo in gara, subito alle spalle del compagno di squadra. Al Gran Premio di Australia, Leclerc è costretto al ritiro per la seconda volta in stagione per un contatto alla partenza con Lance Stroll, mentre Sainz Jr. conclude quarto, dopo aver mostrato un ottimo passo gara rispetto alle gare precedenti, scendendo tuttavia in dodicesima posizione a causa di una penalità di 5 secondi per aver causato un contatto con Fernando Alonso alla ripartenza dopo la bandiera rossa. Nel successivo Gran Premio dell’Azerbaigian la monoposto si dimostra molto più competitiva: al sabato Leclerc ottiene la prima pole position stagionale (terza consecutiva sul circuito azero), concludendo la gara al terzo posto e salendo per la prima volta sul podio in stagione. 
A Miami la macchina non si esprime sui livelli della settimana precedente a causa di un assetto sbagliato e dei soliti problemi con le gomme, con Carlos Sainz Jr. che termina al quinto posto dopo aver tallonato il connazionale Fernando Alonso nei primi giri per la terza posizione, e Charles Leclerc protagonista di un lungo duello con la Haas di Kevin Magnussen in cui non sarà in grado di andare oltre la settima posizione (a causa di un incidente in qualifica che gli è costato il tempo). Nel Gran Premio di Monaco, Leclerc arriva sesto, soltanto dopo essere stato retrocesso di 3 posizioni in griglia di partenza a causa di un impeding su Norris. Sainz Jr. termina invece ottavo a causa di una sosta supplementare dovuta all’imprevista pioggia. In Spagna, a Montmeló, la vettura fa evidenziare, nonostante gli aggiornamenti, un passo gara lento ed incostante dovuto al solito problema del degrado gomme e dell’imprevedibilità della vettura stessa, facendo arrivare Sainz Jr. quinto, dopo essere partito secondo e Leclerc undicesimo, a causa anche di problemi alla monoposto durante le qualifiche.
Nel Gran Premio di Canada, i piloti sono arrivati rispettivamente quarto (Leclerc) e quinto (Sainz Jr.), nonostante una qualifica sotto la pioggia deludente a causa di una confusione generale, grazie ad un’ottima strategia durante la safety car e ad un passo gara veloce e molto costante con entrambe le gomme medie e dure. In Austria la Ferrari conferma la sua competitività con il secondo posto di Leclerc ed il quarto posto di Sainz Jr. che, tuttavia, verrà penalizzato per aver oltrepassato i limiti della pista più volte scivolando al sesto posto. Nel Gran Premio di Gran Bretagna la SF-23 finisce solo al nono e decimo posto a causa della mancanza del passo di gara rispetto ai rivali.
In Ungheria, la macchina perde molta competitività piazzandosi settima ed ottava, mentre a Spa-Francorchamps la ritrova con Leclerc che chiude al terzo posto dietro alle inarrestabili Red Bull; nei Paesi Bassi si vede la peggior SF-23 della stagione che però si piazza in un quinto posto che è al di sopra delle aspettative vedendo la competitività in gara, grazie a errori strategici altrui ed episodi fortunati.
Durante il Gran Premio d'Italia, invece, si vede una delle miglior SF-23, che grazie all'incremento della mappatura da sfruttare solo in questa occasione, ciò ne conseguenza una ottima velocità in rettilineo piazzando Sainz Jr. e Leclerc rispettivamente terzo e quarto, dopo che il primo aveva fatto siglare la pole al sabato. Inaspettatamente a Singapore la Ferrari conquista la sua prima vittoria con Sainz Jr. (dopo aver conquistato la pole position) grazie ad una ottima gestione della gara e mantenendosi sotto il secondo di distacco da Norris, in modo da garantirgli il DRS per poter rallentare le Mercedes, in recupero nella seconda parte di gara, Sainz riesce a gestire la situazione e porta la Ferrari a essere l'unica a squadra dopo la Red Bull a vincere nella stagione 2023, Leclerc arriva quarto resistendo al ritorno nel finale di Verstappen. La parte finale della stagione vede la scuderia di Maranello alternare risultati buoni riuscendo a ricucire il distacco in punti dalla Mercedes, in Giappone le Ferrari di Leclerc e Sainz sono quarto e sesto mentre in Qatar Leclerc arriva quinto, Sainz non prende parte alla gara a causa di un problema al serbatoio di benzina, in America Sainz arriva terzo mentre Leclerc viene squalificato a causa di un eccessivo consumo del fondo, in Messico Leclerc è terzo mentre Sainz quarto, in Brasile Sainz termina sesto, Leclerc invece a causa di un fuoriuscita nel giro di formazione è costretto al ritiro. Nel Gran Premio di Las Vegas la Ferrari assiste a una delle migliori prestazioni della stagione con Leclerc che contende la vittoria alle due Red Bull salvo poi cederla a Verstappen ma riuscendo a tenere dietro Perez finendo quindi in seconda posizione Sainz invece rimonta fino al sesto posto a causa di una penalità ricevuta dopo un incidente che ha danneggiato il corpo vettura nelle prove libere, ad Abu Dhabi ultima gara leclerc arriva secondo mentre Sainz finisce fuori dai punti a causa di una strategia che non premierà il pilota spagnolo, nonostante gli sforzi la Ferrari non riuscirà a sopravanzare la Mercedes per 3 punti terminando il campionato costruttori con 406 punti mentre in quello piloti Leclerc arriva a pari punti con Alonso ma a causa di peggiori piazzamenti termina dietro il pilota dell'Aston Martin in quinta posizione mentre Sainz termina il campionato in settima posizione.

## Piloti
| Piloti ufficiali   | Piloti ufficiali   | Piloti ufficiali |
| Nazione            | Nome               | Numero           |
| ------------------ | ------------------ | ---------------- |
| Monaco (bandiera)  | Charles Leclerc    | 16               |
| Spagna (bandiera)  | Carlos Sainz Jr.   | 55               |
| Piloti di riserva  |                    |                  |
| Nazione            | Nome               | Numero           |
| Italia (bandiera)  | Antonio Giovinazzi | 99               |
| Israele (bandiera) | Robert Švarcman    | 39               |
| Italia (bandiera)  | Antonio Fuoco      | 50               |
| Italia (bandiera)  | Davide Rigon       |                  |

## Risultati in Formula 1
| Anno | Team    | Motore  | Gomme | Piloti    |     |   |     |    |   |   |    |   |    |    |   |      |     |   |   |   |     |     |   |     |   |     | Punti | Pos. |
| ---- | ------- | ------- | ----- | --------- | --- | - | --- | -- | - | - | -- | - | -- | -- | - | ---- | --- | - | - | - | --- | --- | - | --- | - | --- | ----- | ---- |
| 2023 | Ferrari | Ferrari | P     | Leclerc   | Rit | 7 | Rit | 32 | 7 | 6 | 11 | 4 | 2  | 9  | 7 | 35   | Rit | 4 | 4 | 4 | 5   | SQ3 | 3 | NP5 | 2 | 2   | 406   | 3º   |
| 2023 | Ferrari | Ferrari | P     | Sainz Jr. | 4   | 6 | 12  | 5  | 5 | 8 | 5  | 5 | 63 | 10 | 8 | Rit4 | 5   | 3 | 1 | 6 | NP6 | 36  | 4 | 68  | 6 | 18* | 406   | 3º   |

| Legenda | 1º posto     | 2º posto | 3º posto    | A punti         | Senza punti/Non class.  | Grassetto – Pole position Corsivo – Giro più veloce Apice – Risultato Sprint (A punti) |
| Legenda | Squalificato | Ritirato | Non partito | Non qualificato | Solo prove/Terzo pilota | Grassetto – Pole position Corsivo – Giro più veloce Apice – Risultato Sprint (A punti) |